# めしぬま。
『めしぬま。』は、あみだむくによる日本の漫画作品。『月刊コミックゼノン』（ノース・スターズ・ピクチャーズ→コアミックス）にて、2016年3月号より連載を開始。原型は著者による同タイトルの同人誌。2025年2月時点で部数が50万部を突破している。
pixivコミック2017年グルメランキング第1位。2018年にWebアニメ化。

## 登場人物
飯沼（いいぬま）
声 - 羽多野渉（アニメBeans）、花江夏樹（声優GATARI）
本作の主人公。眼鏡をかけた短身痩躯の冴えない若年サラリーマン。通称：めしぬま。
社内では普段うだつが上がらず、女子社員からもまるで相手にされていない。実は外見からは想像もできない大食漢であり、穴場の名店をこまめに押さえているグルメ通。食べ物に好き嫌いはないが、とりわけ肉料理が大好物。
夏花
飯沼の妹。兄と同じく食いしん坊。
山本秋乃
飯沼の従妹。

## 書誌情報
- あみだむく『めしぬま。』 ノース・スターズ・ピクチャーズ→コアミックス〈ゼノンコミックス〉、既刊14巻（2025年3月19日現在）
  1. 2016年12月20日発売[6][7]、ISBN 978-4-19-980385-7
  2. 2017年5月20日発売[8]、ISBN 978-4-19-980414-4
  3. 2017年12月20日発売[9]、ISBN 978-4-19-980467-0
  4. 2018年5月19日発売[10]、ISBN 978-4-19-980494-6
  5. 2019年2月20日発売[11]、ISBN 978-4-19-980551-6
  6. 2019年10月19日発売[12]、ISBN 978-4-19-980600-1
  7. 2020年5月20日発売[13]、ISBN 978-4-86720-150-3
  8. 2020年12月19日発売、ISBN 978-4-86720-189-3
  9. 2021年9月18日発売、ISBN 978-4-86720-266-1
  10. 2022年2月19日発売、ISBN 978-4-86720-308-8
  11. 2022年10月20日発売、ISBN 978-4-86720-428-3
  12. 2023年6月20日発売、ISBN 978-4-86720-519-8
  13. 2024年4月19日発売、ISBN 978-4-86720-638-6
  14. 2025年3月19日発売、ISBN 978-4-86720-739-0

## アニメ
2018年6月8日よりアプリ『アニメBeans』で配信。

### スタッフ
- 原作 - あみだむく
- 絵コンテ・演出 - 上条修
- 撮影 - 古川文男、福井千耀
- 編集 - 窪田工房
- 音響監督 - 佐藤当史
- プロデューサー - 大久保圭
- 制作 - グロム
- 製作 - アニメビーンズ

### 各話リスト
| 話数  | サブタイトル                |
| ----- | --------------------------- |
| 第1話 | そうだ、かつ丼食べよう…前編 |
| 第2話 | そうだ、かつ丼食べよう…後編 |